# Liste schwäbischer Adelsgeschlechter/U

## U
| Name                    | Stammsitz                                                                              | Stand                          | Anmerkungen zu Geschichte und Verbreitung                                      | Mitgliedschaft in Adelsvereinigungen, Bündnissen oder Matrikeln | Links zu relevanten Bildergalerien                                                                                                   | Wappen                  |
| ----------------------- | -------------------------------------------------------------------------------------- | ------------------------------ | ------------------------------------------------------------------------------ | --- | --- | ----------------------- |
| Übrichingen, Überkingen | Burg Überkingen                                                                        | helfensteinische Ministerialen | erwähnt von 1259 bis 1428                                                      | Leitbracken | | Ingeram-Codex Scheibler |
| Ulm                     | Griesenberg Langenrain Marbach Wangen Oberndorf-Poltringen (2/3) Mittelbiberach Erbach | Reichsritter Freiherren        | verschiedene Linien: Ulm zu Erbach, Ulm zu Marbach, Griesenberg und Langenrain | Kanton Hegau (Hegau-Allgäu-Bodensee) (17./18. Jhd. wegen: Griesenberg, Langenrain, Marbach, Wangen) Kanton Neckar (1722, wegen Oberndorf-Poltringen) Kanton Donau (1648 wegen Mittelbiberach) Ritterkreis Unterelsass(?) | Schloss Erbach weitere Bilder hier                                                                                                   | Siebmacher              |
| Unmuß (von Altenhausen) | Schwäbisch Hall                                                                        | Bürger, auch miles             | 13./14. Jh. erwähnt                                                            | | | Siebmacher              |
| Urbach, Aurbach         | Urbach                                                                                 | Ritteradelig                   |                                                                                | Leitbracken Kanton Neckar-Schwarzwald (1581 bis 1593), Kanton Kocher (1542 bis 1607; bis 1564 wegen Hohenstein, bis 1607 wegen Bönnigheim)                                                                               | | Scheibler               |
| Urslingen               |                                                                                        |                                |                                                                                | | Ratsitzung Graf Eberhard des Milden von Württemberg (regierte 1392–1417) Herzog von Urslingen (Schiltach) Nr. 45 weitere Bilder hier |                         |